# Тобольський район
Тобольський район (рос. Тобольский район) — адміністративний район в складі Тюменської області, Росія. 
Адміністративний центр — місто Тобольськ, основний вузол північній частині півдня Тюменської області, друге за чисельністю місто регіону.

## Географія
Район знаходиться в її північній частині, на межі тайги, разом з Уватським, Вагайським і Нижньотавдинським районами входить в північну групу районів півдня області. Площа району складає 17 222 км².
Район являє собою південнотайгову територію, розбиту двома найбільшими річками — Іртишом і Тоболом на три сектори: Північно-східний — височина Тобольський материк, водно-аллювіальна, заліснена, з верховими болотами, слабоосвоєна, Західний — заболочена труднопрохідна слабоосвоєна місцевість, на півдні сектора — велика притока Тоболу — Тавда, Південний — чергування ряду піднесених освоєних і заболочених, низинних місць, в основному територія Вагайського району.

## Населення
Населення — 20 535 осіб.
У 2005 році чисельність населення становила 23,3 тис. осіб. На 1 січня 2009 року чисельність населення району склала 22 892 особи. Національний склад району: росіяни — 63%, татари — 31%, українці — 1,4%, німці — 1%, решта — представники інших національностей. За підсумками перепису 2010 чисельність населення склала 22 815 осіб, з них 37,6% татари.